# Niggi Schoellkopf
Klaus Peter «Niggi» Schoellkopf (* 16. Oktober 1930 in Basel; † 16. Juni 2023 ebenda) war ein Schweizer Politiker (FDP) und Buchautor.

## Leben
Niggi Schoellkopf verbrachte sein Leben im Kleinbasel, wo er geboren wurde. Er war Kaufmann. Von 1976 bis 1988 gehörte er dem Grossen Rat des Kantons Basel-Stadt an, ausserdem war er Mitglied des Bürgergemeinderats der Stadt Basel. Er war Mitbegründer des Fähri-Vereins Basel. Von 1985 bis 2000 war er Meister der Gesellschaft zum Rebhaus. Mit der Wettstai-Clique war er 50 Jahre lang als Tambourmajor an der Basler Fasnacht aktiv. Auch war er OK-Chef mehrerer Stadtfeste. Mitte der 1990er-Jahre fiel er durch ausländerfeindliche Äusserungen auf. Er schenkte Kleinbasel den Ueli-Brunnen bei der Kaserne, dieser erinnert an den Kleinbasler Brauch Vogel Gryff. Der Brunnen wurde an seinem 78. Geburtstag und im Beisein einer Regierungsrätin eingeweiht. 2015 gründete er die Niggi-Schoellkopf-Stiftung, die sich die Förderung und Unterstützung sozialer wie kultureller Institutionen und Organisationen in Basel, insbesondere im Kleinbasel, verschrieben hat. Er starb im Juni 2023 im Alter von 92 Jahren in Basel.

## Werke (Auswahl)
- Vogel Gryff. Birkhäuser, Basel 1971, ISBN 3-7643-0578-9.
- Basler Bhaltis (= Basler Schriften. Bd. 23). Pharos, Basel 1980, ISBN 3-7230-0210-2.
- Diskretion Ehrensache. Schwabe, Basel 1989, ISBN 3-7965-0903-7.